# GDMO
Notacja GDMO definiowana jest w dokumencie ITU-T X.722: Guidelines for the Definition of Managed Objects (GDMO). Jest ona w zasadzie zbiorem makrodefinicji ASN.1 za pomocą których można definiować modele obiektowe używane w zestawie standardów zarządzania sieciami komputerowymi OSI, a w szczególności protokołu CMIP i serwisu CMIS. Podobnie jak w definicjach MIB-ów, w SNMP używa ona OID, czyli identyfikatorów obiektów, ale na tym podobieństwa się kończą, gdyż jest ona notacją o wiele bardziej skomplikowaną.